# Karin Enke
Karin Enke, född 20 juni 1961 i Dresden, är en förutvarande östtysk hastighetsåkare på skridskor. Med åtta olympiska medaljer är hon en av de främsta utövarna av sin idrottsgren. På grund av flera vigsel med olika partner förekommer hon i statistiken med olika namn: från 1981 som Karin Busch-Enke, från 1984 som Karin Kania och sedan 1988 som Karin Enke-Richter.

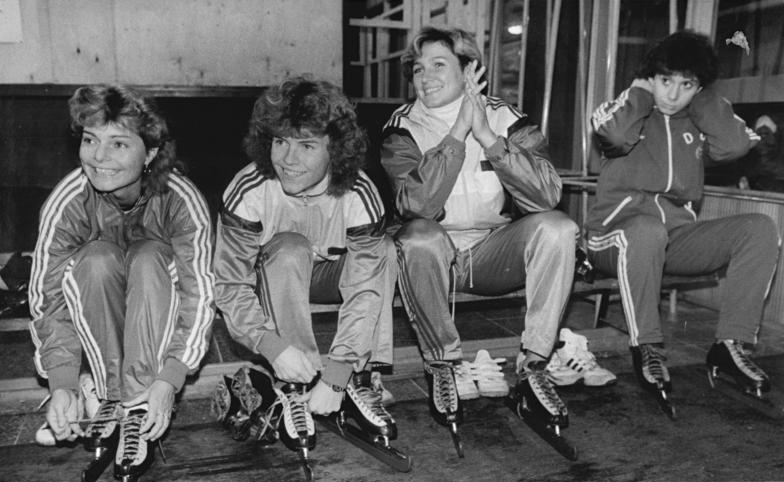
Karin Enke (andra från höger) tillsammans med sina östtyska kollegor, 1988.

Enke började 1965 med konståkning och hon deltog 1977 vid Europamästerskapen i konståkning. Sedan bytte hon idrottsgren.
Sin första stora medalj vann hon vid de olympiska vinterspelen 1980 i Lake Placid där hon vann guld över 500 m. Under de följande åren fördelades tävlingsmedaljerna ofta mellan östtyska skridskolöpare. Bredvid Karin Enke var det Christa Rothenburger, Andrea Schöne (Ehrig) och Gabi Zange (Schönbrunn). Karin Enke var framgångsrik såväl vid de korta som vid de långa distanserna. Mellan 1982 och 1987 förbättrade hon 10 officiella och 6 inofficiella världsrekord i olika distanser. Dessutom vann hon 21 världscupstävlingar. 1986 behövde hon som första kvinna på banan i Almaty (idag Kazakstan) för 1500 m mindre än två minuter. Detta världsrekord (1:59:30) hade länge bestånd, trots introduceringen av klappskridskon. Rekordet förbättrades först 1997 av Catriona Le May Doan. Karin Enke avslutade karriären efter säsongen 1987/88 tillsammans med Andrea Schöne och Gabi Zange.
Bredvid idrotten var hon under 1980-talet inskriven som student för konsthistoria vid universitetet i Leipzig och hon avslutade sitt studium 1985 utan diplom. Efter idrotten var hon sysselsatt med kosmetologi.